# Маркос, Лиза
Ли́за Ма́ркос (англ. Lisa Marcos, род. 15 марта 1982, Торонто) — канадская актриса, наиболее известна по роли детектива Чарли Маркс в телесериале «Читающий мысли».
Маркос начала карьеру в 12 лет как модель, но после 10 лет работы в этой области решила сменить профессию и стать актрисой. У актрисы есть дочь.

## Фильмография

### Кино
| Год  | Название на русском             | Название на английском     | Роль       | Примечания |
| ---- | ------------------------------- | -------------------------- | ---------- | ---------- |
| 2003 | Евангелие от Иоанна             | The Gospel of John         | невеста    |            |
| 2005 | Дневник безумной чёрной женщины | Diary of a Mad Black Woman | Бренда     |            |
| 2005 | Выкупить Кинга                  | King's Ransom              | Рэйвен     |            |
| 2010 | День матери                     | Mother's Day               | Джули Росс |            |
| 2014 | Разгар зимы                     | Dead of Winter             | Ив         |            |

### Телевидение
| Год     | Название на русском                             | Название на английском | Роль                      | Примечания                 |
| ------- | ----------------------------------------------- | ---------------------- | ------------------------- | -------------------------- |
| 2002    | Доктор                                          | Doc                    | ассистентка               | "The Commercial"           |
| 2002    | Пища для души                                   | Soul Food              | Бьянка                    | "Stranger Than Fiction"    |
| 2002    | Уличное время                                   | Street Time            | официантка/барменша       | "Respect", "Instant Karma" |
| 2002    | Корпорация приключений: В поисках короля Артура | Adventure Inc.         | Инез                      | "Bride of the Sun"         |
| 2002    | Мутанты Икс                                     | Mutant X               | Аварис                    | "Past as Prologue"         |
| 2003    | Veritas: В поисках истины                       | Veritas: The Quest     | Ванесса                   | "Mummy Virus"              |
| 2003    | Критический уровень                             | Threshold              | Пег                       | ТВ фильм                   |
| 2003    | Сью Томас: Зоркий детектив                      | Sue Thomas: F.B.Eye    | Конни                     | "Billy the Kid"            |
| 2003    | Тарзан                                          | Tarzan                 | обеспокоенная медсестра   | "The End of the Beginning" |
| 2004    | Счастливая карта                                | Wild Card              | Сандра                    | "Candy Land"               |
| 2004    | Страна чудес                                    | This Is Wonderland     | Мелани Каган              | "1.7"                      |
| 2004    | Чудопад                                         | Wonderfalls            | привлекательная медсестра | "Wax Lion"                 |
| 2004    | Кевин Хилл                                      | Kevin Hill             | Эвелин Крус               | Второстепенная роль        |
| 2007-08 | Завиток в моих волосах                          | Da Kink in My Hair     | Никки                     | Второстепенная роль        |
| 2008    | Горячая точка                                   | Flashpoint             | Салли Лафмэйм             | Второстепенная роль        |
| 2009    |                                                 | The Line               | Мария                     | "1.2", "1.3", "1.5"        |
| 2009    | Читающий мысли                                  | The Listener           | детектив Чарли Маркс      | Главная роль               |
| 2010    | Кости                                           | Bones                  | Джанет Лебланк            | "The Body and the Bounty"  |
| 2010    | C.S.I.: Место преступления Майами               | CSI: Miami             | Вики Тёрнер               | "Happy Birthday"           |
| 2013-14 |                                                 | Played                 | Мария Кортес              | Главная роль               |
| 2014    | Хемлок Гроув                                    | Hemlock Grove          | Летиция Падилья           | Второстепенная роль        |
| 2015    | Добрая ведьма                                   | Good Witch             | Фрэнки                    | "Together We Stand"        |
| 2015    | Зов крови                                       | Lost Girl              | Алисия Уэллес             | Второстепенная роль        |
| 2016    | Сумеречные охотники                             | Shadowhunters          | Сюзанна Варгас            | Второстепенная роль        |
| 2016    | Бестия                                          | Rogue                  | Зиппора                   | "3.12", "The Dime Tour"    |
| 2016    | Алкион                                          | Halcyon                | Джулс Довер               | "1.1", "Untouched"         |